# Michel Coiffard
Michel Joseph Callixte Marie Coiffard (ur. 16 lipca 1892, zm. 29 października 1918) – francuski as myśliwski z czasów I wojny światowej. Osiągnął 34 zwycięstwa powietrzne. Był posiadaczem honorowego tytułu Balloon Buster.

## Życiorys
Michel Coiffard służył przed wybuchem wojny w Maroku i Tunezji. Gdy wybuchła wojna służył w artylerii. Był kilkakrotnie ranny i 29 sierpnia 1914 roku został przeniesiony jako sierżant do piechoty. Po odniesieniu kolejnych ran został uznany za niezdolnego do dalszej służby liniowej. Na własną prośbę został przeniesiony do lotnictwa 4 stycznia 1917 roku i skierowany na trening lotniczy. Licencję pilota otrzymał w kwietniu 1917 roku. Został przydzielony do jednostki liniowej i rozpoczął służbę w Escadrille 154 (N 154). Pierwsze zwycięstwo odniósł na samolocie Nieuport 5 września 1917 roku nad samolotem Albatros C.
Po przezbrojeniu jednostki 154 w samoloty SPAD eskadra zmieniła nazwę na SPA 154. Do dnia swojej śmierci zestrzelił łącznie 24 balony oraz 10 samolotów. 28 października 1918 roku w czasie walki powietrznej z samolotem Fokker D.VII został ciężko ranny. Pomimo znacznego upływu krwi zdołał bezpiecznie wylądować na lotnisku polowym. Zmarł jednak w 3 godziny później z upływu krwi pomimo prób dokonania transfuzji w czasie transportu do szpitala.
Został pochowany w Nécropole nationale de Sommepy-Tahure (Marne), w grobie nr 1027.

## Odznaczenia
- Legia Honorowa IV Klasy
- Legia Honorowa V Klasy
- Médaille militaire
- brytyjski Military Cross